# Langona bristowei
Langona bristowei là một loài nhện trong họ Salticidae.
Loài này thuộc chi Langona. Langona bristowei được Lucien Berland & Millot miêu tả năm 1941.